# Lancaster, Virginia
Lancaster eller Lancaster Courthouse är ett kommunfritt område och administrativ huvudort i Lancaster County i Virginia. Den nuvarande domstolsbyggnaden i Lancaster byggdes 2008–2010.